# Serica sericea
Serica sericea är en skalbaggsart som beskrevs av Johann Karl Wilhelm Illiger 1802. Serica sericea ingår i släktet Serica och familjen Melolonthidae. Inga underarter finns listade i Catalogue of Life.